# Franz Arthur Schulze

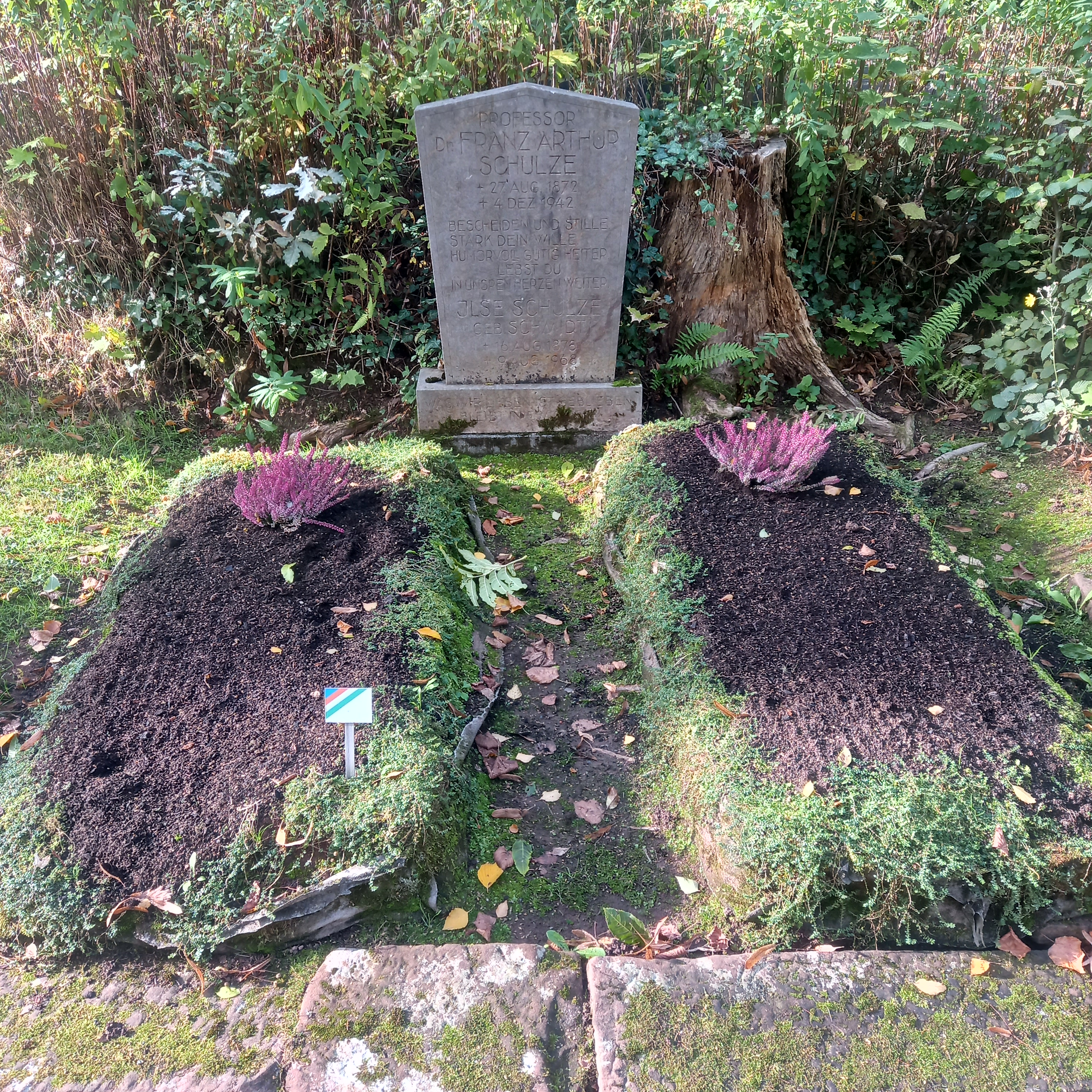
Das Grab von Franz Arthur Schulze und seiner Ehefrau Ilse geborene Schmidt auf dem Hauptfriedhof Marburg

Franz Arthur Schulze (* 27. August 1872 in Rabenau (Sachsen); † 4. Dezember 1942 in Marburg) war Professor für Theoretische Physik an der Philipps-Universität Marburg.
Franz Arthur Schulze war ein Sohn des Zoologen und späteren Gründungsdirektors des Zoologischen Institutes in Berlin Franz Eilhard Schulze. Arthur Schulze studierte u. a. bei Hermann Helmholtz und promovierte in Berlin 1897. Er ging nach Marburg als Assistent von Franz Richarz und war dort seit 1902 Privatdozent für Physik. Er wurde zunächst außerordentlicher (1919), später ordentlicher Professor (1922–1937). Sein Spezialgebiet war die Relativitätstheorie. Daneben interessierte er sich für die Akustik im Grenzbereich zwischen Physik und Physiologie. Im Jahr 1918 wurde Arthur Schulze zum Mitglied der Leopoldina gewählt.
Er unterzeichnete im November 1933 das Bekenntnis der Professoren an den deutschen Universitäten und Hochschulen zu Adolf Hitler. Sein Bruder war der Berliner Chemiker Arnold Schulze († 1946, seit 1920 Arnold Schulze-Forster). Aus seiner Ehe gingen die Kinder Erika (geb. 1904), Franz (geb. 1906), Gertrud (geb.1907) und Dora (geb. 1909) hervor.

## Schriften
- Die großen Physiker und ihre Leistungen, 1910
- Mithrsg.: Repertorium der Physik, Teubner, Leipzig 1915 ff (repr. 2010)
- Die Rotverschiebung im Sonnenspektrum, Zeitschrift für Physik, 5 (1921), 371–73.